# عمر عيماش
عيماش أعمر ، مواليد7 يوليو 1895 في قرية آيت مصباح في منطقة القبائل في بلدة أيت دوالا الحالية، توفي 7 فبراير 1960 هو سياسي جزائري.

## سيرة شخصية
في سن 8 أو 9، دخل المدرسة الابتدائية في تاقمونت أوقروش، قرية أجداده الأمهات، حوالي 2 km من آيت مصباح.
بدأ العمل في وقت مبكر جدًا، أولاً لمساعدة والديه، ثم لكسب لقمة العيش في متيجة. هاجر إلى فرنسا في منتصف الحرب العالمية الأولى. عمل هناك في العديد من المصانع والشركات: الصانع الفرنسي لإطارات ميشلان في كليرمون فيران،30 أبريل في17 نوفمبر 1917، ثم في إنشاء المنشآت البحرية والأسلحة في شارينت،6 ديسمبر 1917 في23 يوليو 1918 . في عام 1920، نزل إلى مناجم الفحم في با دو كاليه حيث تم تعيينه كعامل منجم تحت الأرض، من7 أبريل 1920 في4 أبريل 1922 .
في عام 1924، كان في باريس حيث يعمل غالبية عمال شمال إفريقيا. هذا الأخير، بأغلبية قبايلية، أنشأ نقابة تسمى «مؤتمر عمال شمال إفريقيا لمنطقة باريس» للدفاع عن حقوق الجزائريين والمغاربة والتونسيين. في مارس 1926، سيصبح هذا الاتحاد حزباً سياسياً: نجمة شمال إفريقيا التي تدعو إلى النضال من أجل التقدم الاجتماعي. من بين المؤسسين الثمانية، خمسة من القبايل: إيماش، بلقاسم ردف، سي جيلاني، أحمد يحيوي، رباح موساوي، مثل غالبية المسلحين. لدواعي توحيد الصفوف والتضامن مع الدول العربية ينتخبون متحدثا بالعربية (مصالي الحاج) رئيسا للحزب. خلال الاجتماع العام لـ28 مايو 1933 وينتخب عمار عماش أمينا عاما للوكالة ورئيس تحرير جريدة الأمة عضو الحزب ورجيف بلقاسم أمين صندوق سي جيلاني ومدير الصحيفة.
بالإضافة إلى أنشطته السياسية، عمل عمار إيماش في مصنع روجر وجاليت للصابون والعطور كعامل متخصص، يونيو 1926 حتى نهاية عام 1934. لم يتوقف أبدًا عن التظاهر في نهجه السياسي، وتعلقه بالعادات الأمازيغية. واقتناعا منه بأن هذه المؤسسات يمكن أن تمنح الجزائر المستقلة طابعًا اجتماعيًا وديمقراطيًا، دعا لفترة طويلة لمراعاة الهياكل الاجتماعية والسياسية والاقتصادية البربرية. : العارش: (أراضي القرى) والتجمعات: (مجلس القرية المنتخب). هذه الإشارات الصريحة إلى الخصائص الاجتماعية والثقافية الأمازيغية التي يحاول زعماء القبائل دمجها في الحركة الوطنية، ستثير عدم الثقة والشك من جانب رفاقهم المكتسبة في الإسلام العربي. الوضع التاريخي سيخلق الظروف التي ستسمح لمصالي باستبعاد جماعة ايماش (طبعا بمساعدة الحركات العروبية المشرقية بباريس).
في نوفمبر 1934، يتم حل النجم مرة أخرى واعتقال قادته الرئيسيين حكم على عمار عماش بتاريخ5 نوفمبر 1934 إلى السجن 6 أشهر وغرامة 2000 فرنك. ارجو ارفاق سيرتك الذاتية مع الرسالة مايو 1935، استعاد مكانه داخل النجم. إنه يستنكر مشروع Blum-Violette لعام 1936 والذي بموجبه، من أجل تحرير الجزائر، يجب على المرء أولاً أن يجمعها مع فرنسا ولكي يكون مواطنًا جزائريًا، يجب أولاً أن يكون مواطنًا فرنسيًا مندمجًا. وهو يستنكر مشروع الانقسام الجديد الذي يهدف هذه المرة إلى فصل الشعب الجزائري عن نخبته ويؤكد ذلك: «أول حكومة جمهورية وديمقراطية تأسست في منطقة القبايل بينما تم تجاهل هذه الكلمات في فرنسا وأماكن أخرى» (الجزائر على مفترق طرق عمار عماش). عندما كان مسالي يعيش في المنفى بجنيف مع شكيب أرسلان (ديسمبر 1935 -يونيو 1936)، إيماش مع يحيوي ونويرة ورجيف هم من يديرون النجم.
عند عودة المسالي، سيواجه الخلاف الأول الرجلين خلال صيف عام 1936. كان من المقرر أن يتفاقم الصراع الكامن بين إيماشي - ميسالي الذي اندلع داخل اللجنة التوجيهية، على الجبهة الشعبية الإسبانية، خلال الجمعية العامة للحزب.27 1936 ديسمبر 1936 . إيماش يتهم مصالي باللجوء إلى سويسرا لتجنب الاعتقال، وكذلك إقامته الطويلة في الجزائر (من أغسطس إلى نوفمبر 1936) لم توافق عليها اللجنة التوجيهية. كما يستنكر الهجوم على الأداء الديمقراطي للمنظمة وعبادة الشخصية. هناك اختلاف آخر، وليس أقله، يتعلق بالموقف الذي يجب تبنيه فيما يتعلق بالجبهة الشعبية الإسبانية. بطلب من الحزب الشيوعي الفرنسي (PCF)، مسالي على استعداد لإشراك المقاتلين في الألوية الدولية. زعماء القبائل، خلف إيماش واليحياوي، على العكس من ذلك يطالبون بهجوم سياسي ضد الحزب الشيوعي الفرنسي. إنهم يلومونه على دوره باسم أولوية النضال ضد الفاشية (ميثاق لافال - ستالين) في النضال ضد الاستعمار ويدعون إلى رفض أي دعم للجبهة الشعبية الإسبانية المتهمة بعدم الرغبة في منح استقلالها إلى الريف. إنها القطيعة الكاملة والنهائية بين الحزب الشيوعي الفرنسي والجبهة الشعبية الإسبانية وزعماء القبايل الوطنيين (إياماتشي وسي جيلاني ويحيوي). أحمد يحياوي يؤيد إيماش في معارضته للمصالي. المتحدث العربي الوحيد في القيادة، وجميع أعضائه من القبائل (إيماش، ردف، بنون، خضر، موسوي، يحيوي، سي جيلاني)، المصالي يستفيد من عزلة وحل ENA ، لإنشاء11 مارس 1937، حفلة جديدة: حزب الشعب الجزائري. إن برنامجه الذي ينص على أن قانون الشعب الجزائري سيعمل من أجل التحرر الكامل للجزائر دون أن تنفصل عن فرنسا وأن تكون الجزائر المحررة صديقة وحليفة فرنسا، يكمل القطيعة بين إيماتشي ومصالي. تستنكر Imache البرنامج الجديد في تراجع عن برنامج Star الذي يطالب بالاستقلال الوطني. لذلك يرفض الانضمام إلى هذا الحزب الجديد ويدعو الناشطين إلى «متابعة برنامج وعدم اتباع رجل واحد» (رسالة وداع من عمار عماش).
أثناء احتلال إيطاليا لإثيوبيا، شن عمار عماش حملة ضد هذا الاحتلال. وأعلن أن «جميع الأفارقة، بغض النظر عن الدين، يجب أن يتظاهروا ضد الفاشية الإيطالية، ويجب على جميع الأفارقة أن يتحدوا لمحاربة الإمبريالية في إفريقيا».22 أغسطس 1935 في جريدة الأمة ، رفع بذلك شعار سلفه ماسينيسا: أفريقيا للأفارقة. عشية الحرب العالمية الثانية، شجب كل من الطمع الأجنبي والموقف الفرنسي، الذي نظر إلى شمال إفريقيا فقط من زاوية الدفاع عن مصالحهم. افادت بذلك: «الأفارقة يهتمون بالدفاع عن بلادهم وينكرون حق الطرفين في المساومة عليهم وكذلك حق الطمع بهم» (صحيفة العومة).
في أوائل الأربعينيات من القرن الماضي، تم ترحيل عمار عماش إلى ألمانيا كسجين سياسي. في عام 1946، كتب كتيب L'Heure de l'Elite الذي ندد فيه بأحداث 8 مايو 1945 وكذلك موقف المثقفين الجزائريين («المتعصبين») الذين وافقوا على الجلوس في قصر بوربون. ترتبط الظروف المعيشية للشعب الجزائري (وباء التيفوس، نقص الغذاء، الرعاية...). بعد بضع سنوات من الاعتقال في معسكرات الاعتقال، قبل أن يعود نهائياً إلى الجزائر، أنشأ مع سي جيلاني حزب الوحدة الجزائرية (PUA) الذي اقترح بشكل خاص مناقشة الدين الإسلامي ومحاربة التعصب. لكن اقتران الأحداث على الساحة الجزائرية والمغاربية والفرنسية والدولية صحيح بشأن هذا الحزب. في فبراير 1947 عمار عماش يكتب رسالة وداع لأبناء بلده ويعود نهائيا إلى الجزائر. هذه الرسالة بعنوان: رسالة وداع للجزائريين المقيمين في فرنسا دعوة إلى الاتحاد والأخوة، ولكنها أيضًا تحذير من الخداع وعبادة الشخصية (موجه لأنصار مصالي). وشق هذا التحذير طريقه داخل MTLD ، حيث سيتم تناول هذه الكلمات (عبادة الشخصية، جنون العظمة) على نطاق واسع من قبل المعارضة داخل هذا الحزب.
في عام 1948 تزوج عمار عماش في قريته الأصلية.
في نفس العام، انضم إلى الاتحاد الديمقراطي للبيان الجزائري بزعامة فرحات عباس (UDMA) حتى عام 1951. وفي الوقت نفسه، لكي يتمكن من إعالة أسرته، شغل منصب أمين مستودع في شركة الاستيراد. Le Comptoir nord-africaine Amal في الجزائر العاصمة. بعد أن تدهورت حالته الصحية، أعلن طبيبه المعالج أنه غير لائق للعمل بمعدل 100 ٪ من العجز الجزئي الدائم. عاد إلى قريته الأصلية عشية اندلاع الثورة المسلحة، حيث استمر مع ذلك في تقديم المشورة لمسؤولي جيش التحرير الوطني الذين طلبوه.
توفي في7 فبراير 1960، خلال الحصار الغذائي الذي فرضه الجيش الفرنسي على سكان القرية لإجبارهم على التجمع وخلف خمسة أطفال صغار.

## مؤلفات
بخلاف الوثيقة الأخيرة (رسالة الوداع)، نُشرت كتابات عمار عماش، في فرنسا في شكل كتيبات أو مقالات في جريدة الأمة بين عامي 1934 و 1946.
- الجزائر على مفترق طرق (كتيب، 1937)
- أفريقيا في كرب (كتيب، 1939)
- الأعاصير حول العالم (كتيب، 1946)
- حان وقت النخبة (كتيب، 1946)
- محاكمة أجدادي (مقال في جريدة الأمة)
- «أرواح تتألم» (مقال في جريدة الأمة)
- المنفى الطوعي (مقال في جريدة العومة)
- حراكيري الوحوش (مقال في جريدة العومة)
- جلالة السلطان (مقال في جريدة الأمة)
- الصليب ضد الهلال (مقال في جريدة الأمة، 1934)
- المندوبين المسلمين في باريس؛ هل يجب أن نضحك، هل يجب أن نبكي (مقال في جريدة الأمة، 1936)
- الاشتراك الوطني الإخواني (مقال في جريدة العومة)
- الوجه الحقيقي للإمبريالية - القمع يزداد سوءًا (مقال في جريدة العومة، 1934)
- حقوق الشعوب (مقال في جريدة الأمة 1934)
- إثم وحشي (مقال في جريدة الأمة)
- خطاب الوداع للجزائريين المقيمين في فرنسا (نُشر على ورقة فضفاضة، 1947)

## مذكرات ومراجع
1. ↑  Mahfoud Kaddache, Histoire du nationalisme algérien 1919 - 1951, tome I, SNED Alger, 1980
2. 1 2  Amar Ouerdane, La Question berbère dans le mouvement national algérien, Sillery (Québec), Édit. du Septentrion, 1990
3. ↑  Benjamin Stora, Dictionnaire biographique de militants nationalistes algériens, 1926-1954, Paris, L'Harmattan, 1985 (préface de Mohamed Harbi)
4. ↑  Omar Carlier, Le Cri du révolté : Imache Amar, un itinéraire militant, Alger, ENAL, 1986
5. ↑  Plusieurs numéros du journal El Ouma : n° 25 de septembre-octobre 1934, n° 27 de novembre 1934, n° 28 de décembre 1934, n° 41 de juillet-août 1936